# جرومی کوان
جروم کون (انگلیسی: Jerome Cowan؛ ۶ اکتبر ۱۸۹۷ – ۲۴ ژانویهٔ ۱۹۷۲) بازیگر اهل ایالات متحده آمریکا بود.

## زندگی شخصی
کون در شهر نیویورک متولد شد، پسر ویلیام کون، شیرینی‌پز اسکاتلندی تبار و جولیا کون، خواهرزاده پالمر. 

## فیلم شناسی
از فیلم‌های او می‌توان به شبح اپرا و ویکتور هربرت بزرگ اشاره نمود.